# Adelophryne gutturosa
Adelophryne gutturosa là một loài ếch trong họ Eleutherodactylidae (trước đây xếp vào họ Leptodactylidae). Chúng được tìm thấy ở Brasil, Guyane thuộc Pháp, Guyana, Suriname, và Venezuela.
Các môi trường sống tự nhiên của chúng là các khu rừng ẩm ướt đất thấp nhiệt đới hoặc cận nhiệt đới, rừng mây ẩm nhiệt đới và cận nhiệt đới, và sông ngòi.